# Michele Pane
Michele Pane (Adami, 11 marzo 1876 – Chicago, 18 aprile 1953) è stato un poeta italiano naturalizzato statunitense, le cui composizioni poetiche sono state scritte in dialetto calabrese.

## Biografia
Nato ad Adami, un piccolo borgo di montagna del Reventino, in una famiglia della piccola borghesia colta (il padre era farmacista, la madre era sorella del filosofo Francesco Fiorentino), frequentò le scuole medie inferiori e superiori in collegi di Nicastro (oggi Lamezia Terme) e di Monteleone (oggi Vibo Valentia). Frequentò la facoltà di Giurisprudenza all'Università di Napoli, ma interruppe gli studi prima di conseguire la laurea.
La sua prima opera in versi, il poemetto "L'uominu russu" (L'uomo rosso), pubblicato a Foggia nel 1898, di ispirazione risorgimentale radicale, gli valse un processo penale intentatogli da un amministratore locale che si riconobbe nel ritratto di un miles gloriosus garibaldino.
Le composizioni poetiche successive, scritte quasi tutte nel dialetto calabrese parlato alla fine del XIX secolo nel territorio del Reventino. Sono state composte tutte negli Stati Uniti d'America, dove Michele Pane era emigrato nel 1901 spinto da spirito di avventura, più che da motivi di ordine economico. Negli Stati Uniti il Pane visse prevalentemente a Chicago, dove rimase quasi ininterrottamente fino alla morte svolgendo prevalentemente l'attività di giornalista e di editore. Nel 1925 fondò la rivista letteraria "Il Lupo", in lingua italiana e inglese. Ritornò in Italia solo nel 1938 per un breve periodo, in occasione del matrimonio della figlia Libertà.
Dall'esame dei suoi versi risulta evidente la vicinanza ai poeti simbolisti europei, soprattutto a Giovanni Pascoli. I temi sono quelli delle memorie infantili, dei bozzetti campestri descritti con un linguaggio ricco di onomatopee e di analogie, carico di significati simbolici, in un dialetto che non aveva tradizioni letterarie alle spalle.

## Opere
- L'uominu russu (L'uomo rosso), pubblicato a Foggia nel 1898
- Trilogia pubblicato a Nicastro nel 1901
- Viole e ortiche pubblicato a New York nel 1906
- Accuordi (Accordi) pubblicato a Napoli nel 1911
- Sorrisi pubblicato a New York nel 1914
- Lu calavrise ngrisatu (Il calabrese che parla in lingua inglese) pubblicato a New York nel 1916
- Peccati pubblicato a New York nel 1916
- Musa silvestre pubblicato a Catanzaro nel 1930
- Garibaldina pubblicato a New York nel 1949
- Le poesie, a cura di Giuseppe Falcone e Antonio Piromalli, Soveria Mannelli, Rubbettino, 1987.
- Poesie ritrovate e l'epodo oraziano secondo Michele Pane, curato e pubblicato da Antonio Domenico Chiarello, 2010.